# Preston, Missouri
Preston är en ort (village) i Hickory County i Missouri. Vid 2010 års folkräkning hade Preston 223 invånare.